# Барневка (Северо-Казахстанская область)
Барневка (каз. Барневка) — село в Кызылжарском районе Северо-Казахстанской области Казахстана. Входит в состав Берёзовского сельского округа. Код КАТО — 595037200.

## Население
В 1999 году население села составляло 263 человека (120 мужчин и 143 женщины). По данным переписи 2009 года, в селе проживало 211 человек (104 мужчины и 107 женщин).